# Сандри, Леонардо
Леонардо Сандри (исп. Leonardo Sandri; род. 18 ноября 1943, Буэнос-Айрес, Аргентина) — аргентинский куриальный кардинал и ватиканский дипломат. Титулярный архиепископ Аэмоны с 11 октября 1997 по 24 ноября 2007. Апостольский нунций в Венесуэле с 22 июля 1997 по 1 марта 2000. Апостольский нунций в Мексике с 1 марта по 16 сентября 2000. Заместитель Государственного секретаря Святого Престола по общим вопросам с 16 сентября 2000 по 9 июня 2007. Префект Конгрегации по делам восточных церквей с 9 июня 2007 по 21 ноября 2022. Кардинал-дьякон с титулярной диаконией Санти-Бьяджо-э-Карло-аи-Катинари с 24 ноября 2007 по 19 мая 2018. Кардинал-священник с титулярной диаконией pro hac vice Санти-Бьяджо-э-Карло-аи-Катинари с 19 мая по 28 июня 2018. Кардинал-епископ с титулярной диаконией pro hac vice Санти-Бьяджо-э-Карло-аи-Катинари с 28 июня 2018. Вице-декан Коллегии кардиналов с 18 января 2020.

## Ранняя жизнь
Родился Леонардо Сандри 18 ноября 1943 года в Буэнос-Айресе, в Аргентине. Из семьи итальянского происхождения. Сын Антонио Энрико Сандри и Неллы Риги.
Окончил митрополичью семинарию Буэнос-Айреса, теологический факультет, Буэнос-Айрес (лиценциат в богословии), а также Папский Григорианский Университет, в Риме (докторантура в каноническом праве); проживал в Папском Collegio Pio-Latinoamericano, в Риме и Папскую Церковную Академию, в Риме (дипломатия). Помимо своего родного испанского, он говорит по-итальянски, по-французски, по-английски и по-немецки.

## Священник
Сандри был рукоположён в священники 2 декабря 1967 года, в капелле Непорочного зачатия Пресвятой Девы Марии в старшей семинарии Буэнос-Айреса, архиепископом Хуаном Карлосом Арамбуру, коадъютором архиепископа Буэнос-Айреса. Он был зачислен священником в митрополии Буэнос-Айреса. Приходской викарий и секретарь кардинала Хуана Карлоса Арамбуру. Послан в Рим, чтобы продолжить своё обучение в 1970 году.
Поступил на дипломатическую службу Святого Престола в 1974 году. Служил в нунциатурах на Мадагаскаре и Маврикие; в Государственном секретариате Святого Престола, с 1977 года по 1989 год; и в нунциатуре в Соединенных Штатах Америки как постоянный наблюдатель Святого Престола при Организации американских государств, с 1989 года по 1991 год. Регент префектуры Папского Дома, 22 августа 1991 года. Эксперт Государственном секретариате Святого Престола по общим делам, 2 апреля 1992 года.

## На работе в Римской курии

### На дипломатической работе
22 июля 1997 года Сандри был назначен титулярным архиепископом Читтановы и апостольским нунцием в Венесуэлу. Посвящён в архиепископы 11 октября того же года, в патриаршей Ватиканской базилике, в Ватикане, кардиналом Анджело Содано — Государственным секретарём Святого Престола, которому помогали в качестве соконсекраторов кардинал Хуан Карлос Арамбуру, бывший архиепископ Буэнос-Айреса и Джованни Баттиста Ре, титулярный архиепископ Весковьо, заместитель Государственного Секретаря Святого Престола по общим делам. 1 марта 2000 года он стал апостольским нунцием в Мексике, но пробыл там недолго, так как в сентябре 2000 года был назначен на высокую должность в Государственный секретариат Ватикана.

### Государственный Секретариат
16 сентября 2000 года Сандри стал заместителем Государственного Секретаря Ватикана по общим вопросам. В Секретариате его обязанности включали организацию действий Римской курии и назначение на куриальные посты, поддержание в должном порядке папских документов и их сохранение, хранение папской печати и Кольца Рыбака, взаимоотношение посольств со Святым Престолом, координирование действий нунциев Святого Престола и публикации официальных сообщений.
Он зачитывал сообщения папы римского Иоанна Павла II, когда папа не мог читать их непосредственно из-за своей болезни; он объявил миру смерть папы римского Иоанна Павла II 2 апреля 2005 года на площади Святого Петра. При новом папе римском Бенедикте XVI сохранил свой пост, 21 апреля 2007 года.

### Конгрегация по делам Восточных Церквей
9 июня 2007 года папа римский Бенедикт XVI назначил архиепископа Сандри про-префектом (исполняющим обязанности) Конгрегации по делам Восточных Церквей вместе ушедшего кардинала Игнатия Муссы I Дауда. Скорее всего архиепископ Сандри получит кардинальскую шапку на следующей консистории (которая по некоторым данным планируется в октябре 2007 года), и станет полноценным кардиналом-префектом, так как занял пост занимаемый исключительно кардиналами. Однако, чтобы помогать облегчить гладкий переход дел к Филони, папа римский Бенедикт XVI попросил, чтобы Сандри остался на своем текущем посту до 1 июля 2007 года.

## Кардинал
17 октября 2007 года папа римский Бенедикт XVI объявил о том, что назначит 23 новых кардинала на консистории от 24 ноября 2007 года. Первое место в списке занимает Леонардо Сандри.
24 ноября 2007 года Леонардо Сандри был возведён в сан кардинала-дьякона с титулярной диаконией Санти-Бьяджо-э-Карло-аи-Катинари.
Кардинал Сандри в дополнение к свои обязанностям префекта — член различных ведомств курии. В мае 2008 года папа римский Бенедикт XVI назвал кардинал Сандри членом Папского Совета по интерпретации законодательных текстов.
12 июня 2008 года в дополнение к свои главным обязанностям он был назначен Бенедиктом XVI членом конгрегаций в Римской курии: Конгрегации Евангелизации Народов и Папского Совета по содействию Христианскому Единству, а также Папского Совета по межрелигиозному диалогу.
19 мая 2018 года, возведён в сан кардинала-священника.
28 июня 2018 года Папа Франциск возвёл Сандри в ранг кардинала-епископа.
18 января 2020 года Папа Франциск утвердил избрание — совершенное кардиналами-епископами — вице-деканом Коллегии кардиналов кардинала Леонардо Сандри, префекта Конгрегации по делам Восточных Церквей.
21 ноября 2022 года получил отставку с поста префекта Дикастерии по делам восточных церквей.

## Награды
- Кавалер Большого креста ордена «За заслуги перед Итальянской Республикой» (13 июня 2005 года)[8]
- Большой крест pro Piis Meritis Melitensi (Мальтийский орден, 2006 год)[9]
- Большой крест со звездой и плечевой лентой ордена «За заслуги перед Федеративной Республикой Германия» (2009 год)[10][11]
- Командор ордена Заслуг перед Республикой Польша (2009 год)[12]
- Крест Президента Словацкой Республики II степени (22 октября 2002 года, Словакия)[13].
- Орден Дружбы (16 сентября 2015 года, Армения) — за значительный вклад в сохранение духовных ценностей, укрепление двусторонних отношений между Арменией и Святым Престолом, а также активную проармянскую деятельность[14].